# جاده ای۱۷۲ (انگلستان)
جاده ای۱۷۲ (انگلیسی: A172 road) یکی از جاده‌های کشور انگلستان است.
این جاده از شهر میدلزبورو شروع و در روستا اینگلبی آرنکلیف به پایان می‌رسد، طول این جاده ۲۶.۹ کیلومتر است.